# Cerveteri
Cerveteri (dříve latinsky Caere Vetus) je město v italské metropolitní provincii Řím v regionu Lazio. Žije zde přibližně 38 tisíc obyvatel.

## Poloha
Město je situováno asi. 40 kilometrů severozápadně od Říma.
Sousední obce jsou Anguillara Sabazia, Bracciano, Fiumicino, Ladispoli, Santa Marinella, Tolfa.

## Historie

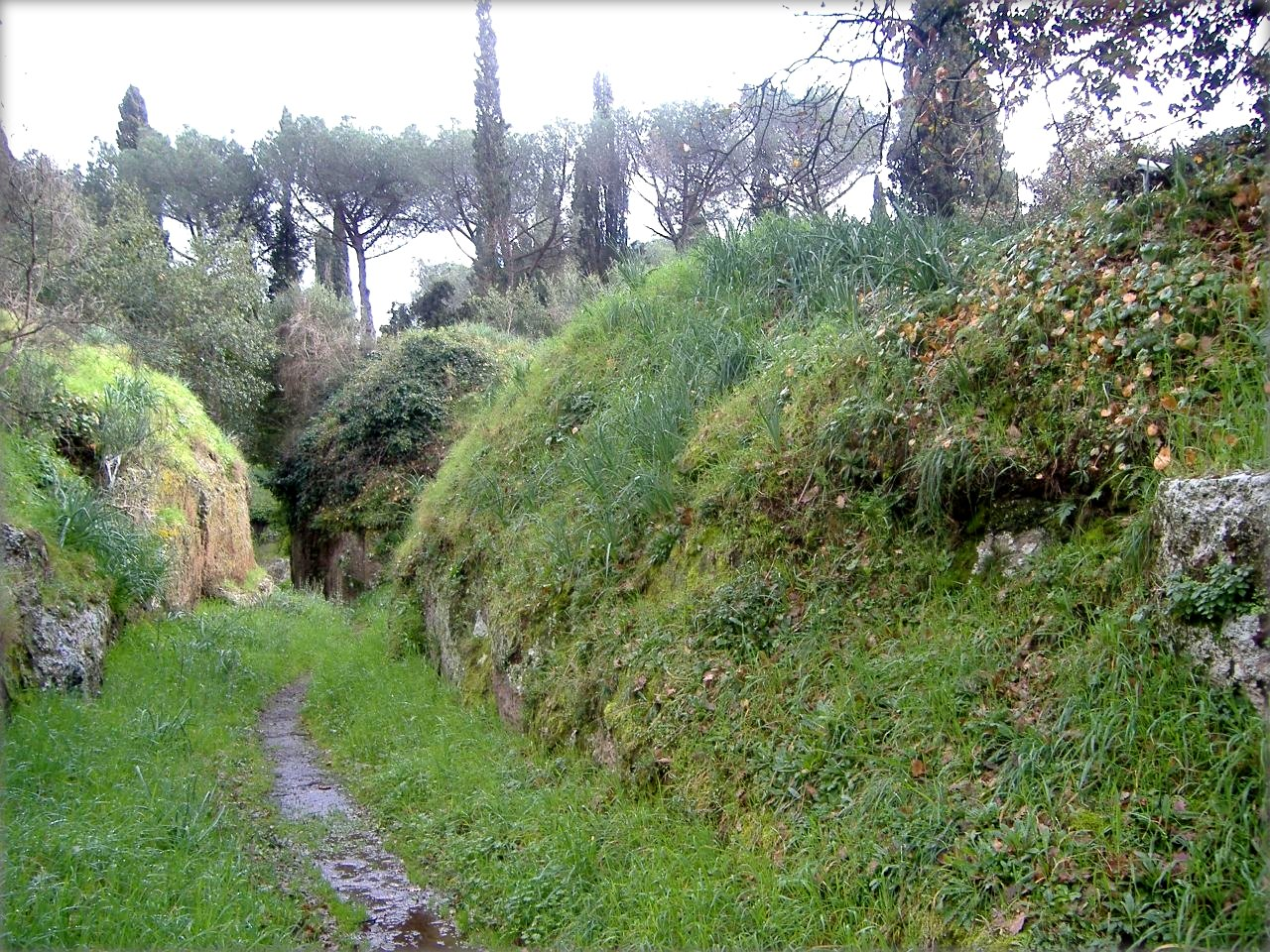
Etruská nekropole v Cerveteri

Město bylo založeno jako etruské Caere a je osídleno již od doby Villanovské kultury. V době rozkvětu etruské civilizace bylo město významné jako obchodní metropole na pobřeží Tyrhénského moře využívající tří přístavů. Caere bylo rovněž členem etruské ligy zahrnující 12 měst a mimoto pěstovalo vlastní vztahy s Řeckem.
Největšího rozkvětu město dosáhlo mezi 7. – 6. stol. př. n. l. Od 5. stol. př. n. l. nastal postupný úpadek v hospodářské i kulturní oblasti. Caere vojensky podlehlo Římu roku 353 př. n. l.

## Kulturní památky
Velice významné je místní archeologické naleziště, etruská nekropole Banditaccia.

## Demografie
Počet obyvatel

## Partnerská města
- Almuñécar, Španělsko
- Fürstenfeldbruck, Německo
- Haringey, Spojené království
- Livry-Gargan, Francie